# Astafjewo (rejon maksatichiński)
Astafjewo (ros. Астафьево) – wieś (dieriewnia) w Rosji, w obwodzie twerskim, w rejonie maksatichińskim. W 2010 liczyła 14 mieszkańców.